# كريستين ميلر
كريستين ميلر (بالإنجليزية: Kristen Miller)‏ هي ممثلة أمريكية، ولدت في 20 أغسطس 1976 في الولايات المتحدة. بدأت مشوارها المهني سنة 1995.

## أعمال

### أفلام
- (2001) حوض سباحة
- (2004)  الشرطة العالمية[3]

### مسلسلات
- كاسل

## وصلات خارجية
- كريستين ميلر على موقع IMDb (الإنجليزية)
- كريستين ميلر على موقع ألو سيني (الفرنسية)
- كريستين ميلر على موقع أول موفي (الإنجليزية)
- كريستين ميلر على موقع قاعدة بيانات الفيلم (الإنجليزية)
- كريستين ميلر على موقع كينوبويسك (الروسية)